# Straßenbahn Vélez-Málaga
| \| \| \| Paseo Larios \| \| \| \| Conjunto Europa-Pueblo Rocío \| \| \| \| Azucarera \| \| \| \| Hospital Comarcal \| \| \| \| Torre del Mar / Vélez-Málaga \| \| \| \| El Ingenio \| \| \| \| La Pañoleta \| \| \| \| La Mata-Real Bajo \| \| \| \| Barrio de la Legión \| \| \| \| Parque Jurado Lorca \| \| \| \| Avenida de las Naciones (nie in Betrieb) \| \| \| \| Parque María Zambrano (nie in Betrieb) \| \| \| \| Explanada de la estación (nie in Betrieb) \| |  |                                           |                                           |
| U-Bahn-Kopfbahnhof Streckenanfang (Strecke außer Betrieb) |  | Paseo Larios                              | Paseo Larios                              |
| U-Bahn-Haltepunkt / Haltestelle (Strecke außer Betrieb) |  | Conjunto Europa-Pueblo Rocío              | Conjunto Europa-Pueblo Rocío              |
| U-Bahn-Haltepunkt / Haltestelle (Strecke außer Betrieb) |  | Azucarera                                 | Azucarera                                 |
| U-Bahn-Haltepunkt / Haltestelle (Strecke außer Betrieb) |  | Hospital Comarcal                         | Hospital Comarcal                         |
| U-Bahn-Grenze (Strecke außer Betrieb) |  | Torre del Mar / Vélez-Málaga              | Torre del Mar / Vélez-Málaga              |
| U-Bahn-Haltepunkt / Haltestelle (Strecke außer Betrieb) |  | El Ingenio                                | El Ingenio                                |
| U-Bahn-Haltepunkt / Haltestelle (Strecke außer Betrieb) |  | La Pañoleta                               | La Pañoleta                               |
| U-Bahn-Haltepunkt / Haltestelle (Strecke außer Betrieb) |  | La Mata-Real Bajo                         | La Mata-Real Bajo                         |
| U-Bahn-Haltepunkt / Haltestelle (Strecke außer Betrieb) |  | Barrio de la Legión                       | Barrio de la Legión                       |
| U-Bahn-Bahnhof (Strecke außer Betrieb) |  | Parque Jurado Lorca                       | Parque Jurado Lorca                       |
| U-Bahn-Haltepunkt / Haltestelle (Strecke außer Betrieb) |  | Avenida de las Naciones (nie in Betrieb)  | Avenida de las Naciones (nie in Betrieb)  |
| U-Bahn-Haltepunkt / Haltestelle (Strecke außer Betrieb) |  | Parque María Zambrano (nie in Betrieb)    | Parque María Zambrano (nie in Betrieb)    |
| U-Bahn-Kopfbahnhof Streckenende (Strecke außer Betrieb) |  | Explanada de la estación (nie in Betrieb) | Explanada de la estación (nie in Betrieb) |

Die Straßenbahn Vélez-Málaga verband von Oktober 2006 bis Juni 2012 die spanische Stadt Vélez-Málaga mit dem Küstenort Torre del Mar. Von allen im ersten Jahrzehnt des 21. Jahrhunderts gebauten spanischen Straßenbahnsystemen war die Straßenbahn Vélez-Málaga die älteste in Andalusien. Sie wurde vom Unternehmen Travelsa betrieben. Es handelt sich dabei weltweit um die erste Stilllegung eines neuen mit Niederflurwagen betriebenen Straßenbahnsystems.

## Geschichte

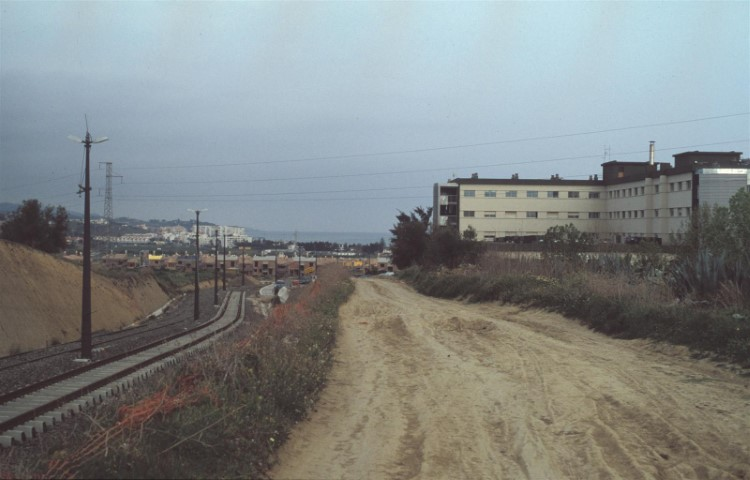
Überlandstrecke beim Hospital Comarcal de Axarquia

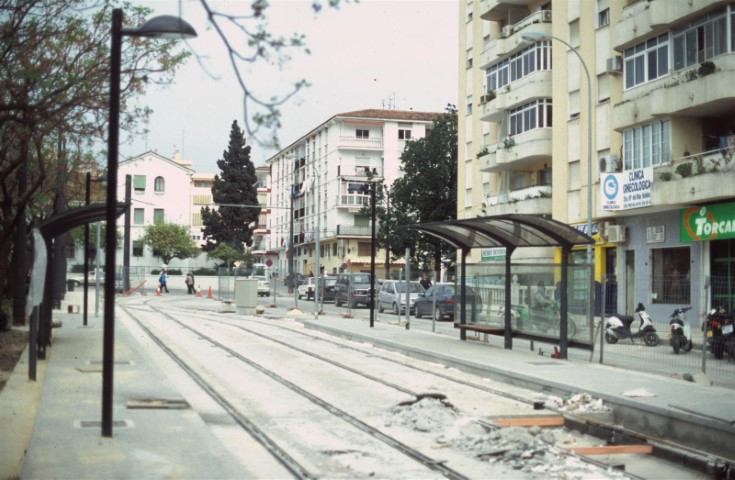
Vorläufige Endhaltestelle 2005: Parco Juan jurada Lorca

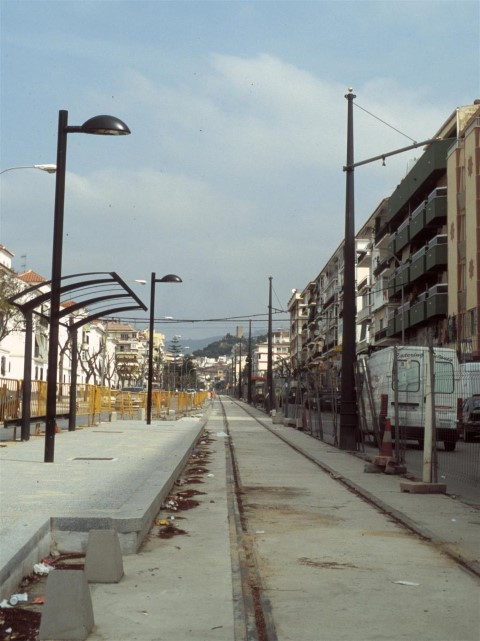
Haltestelle in der südlichen Avenida Vivar Tellez Blick auf die Burg von Velez-Malaga

Die Bauarbeiten begannen im Jahr 2003 und am 11. Oktober 2006 wurde die Straßenbahn Vélez-Málaga eröffnet.
Der Fahrpreis für eine Fahrt betrug 1,30 Euro. Die erste Bahn fuhr werktags um 7 Uhr von der Haltestelle Parque Jurado Lorca in Vélez-Málaga und um 7:20 Uhr von der Haltestelle Paseo Larios in Torre del Mar ab. Die letzten Bahnen fuhren um 21:40 Uhr ab Vélez und um 22:00 Uhr ab Torre del Mar. An Samstagen, Sonn- und Feiertagen begann der Betrieb eine Stunde später und die letzten Bahnen fuhren um 23:00 Uhr ab Torre del Mar und um 23:20 Uhr ab Vélez. Der Betriebshof befindet sich in der Nähe der Haltestelle El Ingenio.
Die in Betrieb befindliche Strecke endete am Rand des Zentrums von Vélez-Málaga, wo zur Weiterfahrt in Busse umgestiegen werden musste. Dadurch waren die Fahrgastzahlen der Straßenbahn aufgrund der weiterhin umsteigefrei auf der Gesamtrelation verkehrenden Busse relativ niedrig und sanken außerdem von 890.000 Fahrgästen im Jahr 2007 auf 676.000 im Jahr 2011. Dies sollte durch eine 1,2 Kilometer lange Verlängerung der Strecke in das Stadtzentrum von Vélez-Málaga behoben werden. Diese Strecke ist zwar seit dem Jahr 2008 vollständig fertiggestellt, wurde aber aufgrund von Differenzen zwischen der Stadt und dem Betreiber über die Beteiligung an den Betriebskosten nie in Betrieb genommen.
Seit dem Jahr 2006 wurde vom Ministerium für öffentliche Arbeiten und Verkehr der Regierung von Andalusien die Möglichkeit untersucht, die Strecke außerdem von Torre del Mar bis Rincón de la Victoria zu verlängern. Die Trasse dieser Küstenstraßenbahn wäre parallel zur Nationalstraße N-340 verlaufen. So wäre eine Verbindung mit der geplanten Linie 3 der Stadtbahn Málaga zustande gekommen, deren Endstation sich in Rincón de la Victoria befinden soll. Mit fast 20 km übertrifft dies allerdings den Umfang der bisherigen Strecken von Vélez und Málaga zusammen. Es ist hier eingebettet in ferne Planungen einer Erschließung der gesamten Costa del Sol von Algeciras bis Nerja.

### Stilllegung
Nach den politischen Veränderungen des Jahres 2011 hat die Partido Popular die Regierung in Vélez-Málaga übernommen und die Stilllegung der Straßenbahn betrieben. Der Betrieb wurde am 4. Juni 2012 eingestellt, offiziell „vorübergehend“, bis eine Lösung für die Übernahme der ungedeckten jährlichen Betriebskosten von 1,7 Millionen Euro gefunden sei. Damit war die Straßenbahn Vélez-Málaga weniger als sechs Jahre in Betrieb, die Innenstadtstrecke ist nach der Fertigstellung nie in Betrieb gegangen.

### Laufende Verschiebungen der Wiederinbetriebnahme
Seit Ende 2015 gibt es Verhandlungen zwischen der Regierung von Andalusien und dem Stadtrat über eine Übernahme der Betriebskosten. Zuerst wurde ein Wiederinbetriebnahme für 2017 vorgesehen, dann aber 2017 auf das Jahr 2018 verschoben.
Die Regierung von Andalusien vereinbarte schließlich 2019 mit dem Stadtrat, 40 % des Straßenbahndefizits zu übernehmen. Nach Angaben des Stadtrats würde die Wiederaufnahme des Betriebs 800.000 bis 1.500.000 Euro kosten. Die Ausschreibung zur Wiederaufnahme wurde Mitte 2020 abgebrochen, offiziell mit dem Hinweis auf die COVID-19-Pandemie, aufgrund der nur sehr geringe Passagierzahlen zu erwarten wären. Im März 2023 erfolgte indes der Auftrag für die  notwendigen Instandsetzungsarbeiten, die ausgeschriebenen Leistungen für die Sanierung der Strecke und die Montage der Oberleitung umfassen einen Wert von 3,4 Millionen Euro. Eine Verlängerung entlang der Küstenstraße N-340 nach Rincón de la Victoria ist langfristig geplant.
Mit Stand Anfang 2024 ist die Straßenbahnlinie weiterhin stillgelegt und die Stadtverwaltung überlegt, wie schon im Jahr 2017, für eine eventuelle Wiedereröffnung kleinere Fahrzeuge als die vorhandenen CAF Urbos anzuschaffen.

## Fahrzeuge
In Vélez-Málaga wurden drei Gelenktriebwagen vom Typ Urbos 2 eingesetzt, die vom spanischen Unternehmen Construcciones y Auxiliar de Ferrocarriles (CAF) gefertigt wurden. Sie waren identisch mit den Bahnen, die in Sevilla und bei der im Bau befindlichen Stadtbahn Málaga verkehren. Die Bahnen sind normalspurig und besitzen als Zweirichtungsfahrzeuge Führerstände an beiden Enden. Sie bestehen aus fünf Wagenkästen und haben einen niedrigen Wagenboden.
Die Bahnen sind 31 Meter lang und können eine Geschwindigkeit von 70 Kilometern pro Stunde auf eigenem Gleiskörper erreichen. Ihre Kapazität beträgt 54 Sitzplätze und 226 Stehplätze (bei sechs Personen pro Quadratmeter).
Mitte Juni 2013 wurden die Wagen für den Transport nach Sydney vorbereitet. Zunächst gehen die Bahnen im Rahmen eines Leasingvertrags in die größte Stadt Australiens. Im Rahmen dieses Vertrags ist sowohl ein Kauf durch Sydney als auch eine Rückkehr nach Vélez-Málaga möglich. Mit der Inbetriebnahme von Urbos 3 in Sydney ab Juli 2014 wurden die angemieteten Wagen bis August 2014 wieder abgestellt und sollten nach Spanien zurückkehren.

## Unfälle
Seit ihrer Eröffnung im Jahr 2006 bis zum Mai 2009 ist die Straßenbahn Vélez-Málaga in mehr als 30 Verkehrsunfälle verwickelt worden, keiner von ihnen war schwerwiegend und kein Unfall war von der Straßenbahn verschuldet.